# Edward W. Curley

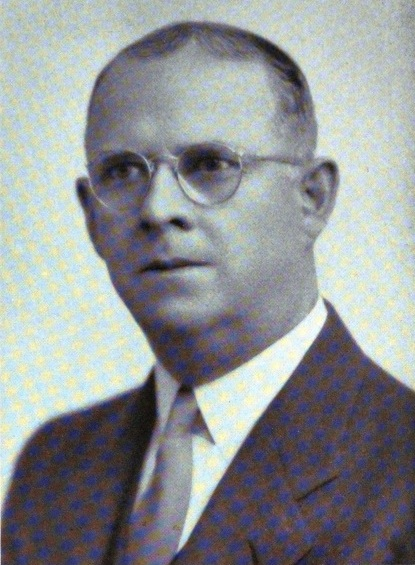
Edward W. Curley

Edward Walter Curley (* 23. Mai 1873 in Easton, Pennsylvania; † 6. Januar 1940 in New York City) war ein US-amerikanischer Politiker. Zwischen 1935 und 1940 vertrat er den Bundesstaat New York im US-Repräsentantenhaus.

## Werdegang
Edward Walter Curley wurde ungefähr acht Jahre nach dem Ende des Bürgerkrieges im Northampton County geboren. Die Familie zog 1874 nach New York City. Dort besuchte er öffentliche Schulen und das City College of New York. Zwischen 1892 und 1900 war er in der Bauindustrie tätig und zwischen 1900 und 1916 im Baustoff- und Baumaschinen- sowie -equipmentgeschäft. Er saß vom 1. Januar 1916 bis zu seinem Rücktritt am 5. November 1935 im Board of Aldermen in New York City. Politisch gehörte er der Demokratischen Partei an.
Curley wurde in einer Nachwahl im 22. Wahlbezirk von New York in den 74. Kongress gewählt, um dort die Vakanz zu füllen, die durch den Tod von Anthony J. Griffin entstand. Sein Sitz im US-Repräsentantenhaus nahm er am 5. November 1935 ein. Bei den Kongresswahlen des Jahres 1936 wurde er in den 75. Kongress gewählt. Er wurde einmal wiedergewählt, verstarb allerdings vor Ablauf seiner letzten Amtszeit am 6. Januar 1940 in New York City. Sein Leichnam wurde dann auf dem Kensico Cemetery in Valhalla im Westchester County beigesetzt.